# Tramwaje w Makiejewce
Tramwaje w Makiejewce − zlikwidowany system komunikacji tramwajowej w ukraińskim mieście Makiejewka, działający w latach 1924−2006.

## Historia

### Szczegłowka

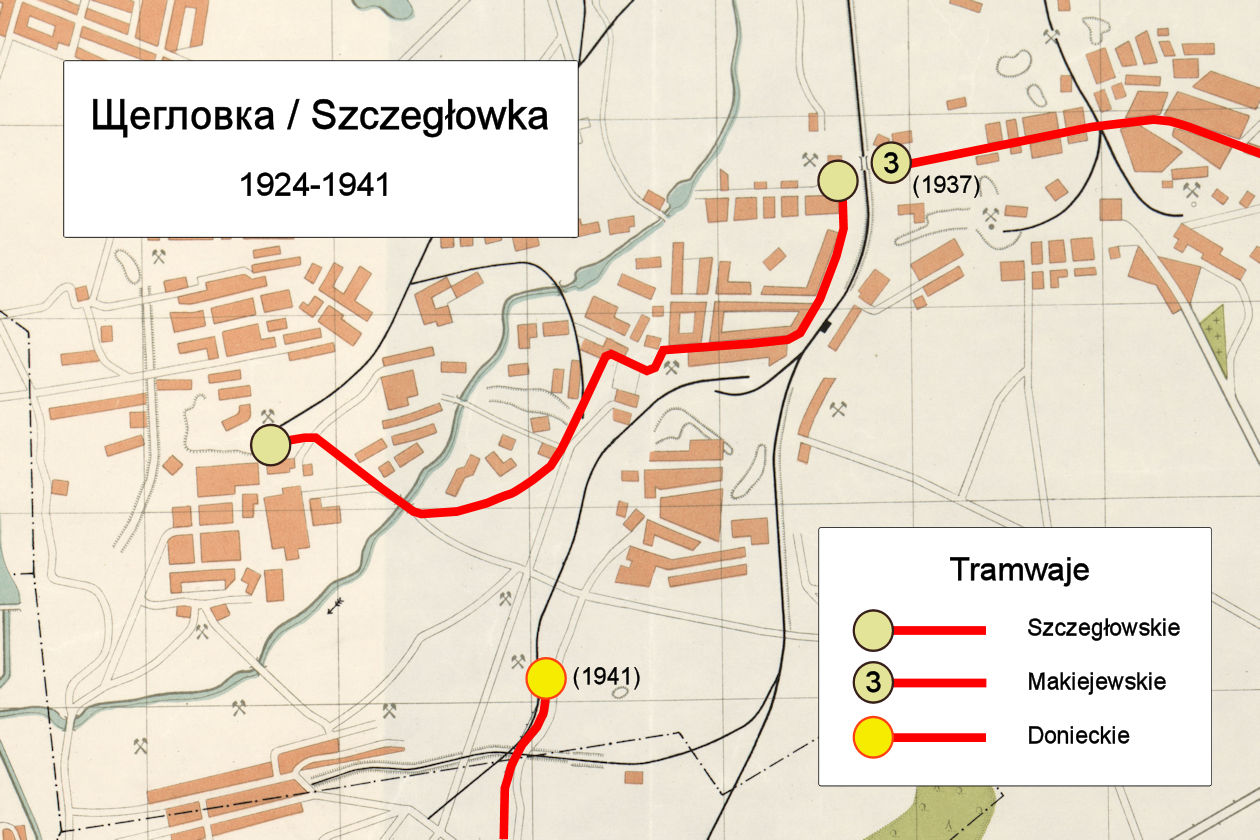
Schemat komunikacji tramwajowej

Budowę linii tramwajowej o długości 4,5 km zaproponowały zakłady Donugol. Budowę linii rozpoczęto w maju 1924, a jej otwarcie nastąpiło 23 listopada 1924. Linia miała charakter przemysłowy, miała zapewnić transport dla górników z miasta do kopalni. Do obsługi linii posiadano 2 tramwaje silnikowe, które wyprodukowano w Moskwie. Rozstaw toru na linii wynosił 1524 mm. Był to pierwszy system komunikacji tramwajowej w Zagłębiu Donieckim.

### Makiejewka

#### 1927−1939

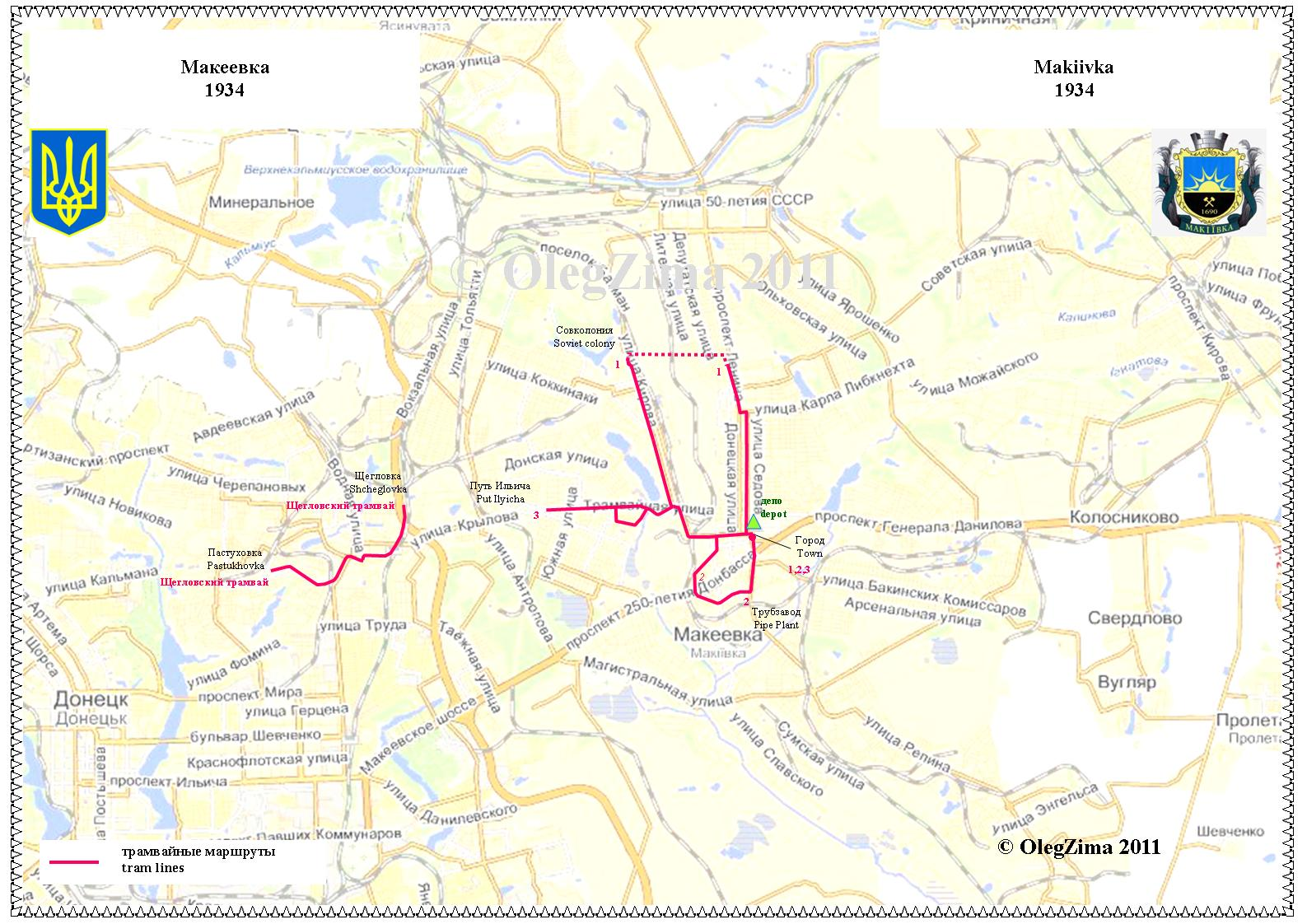
Schemat komunikacji tramwajowej w 1934

W Makiejewce budowę linii tramwajowej kilka lat później zaproponował Makiejewski Zakład Metalurgiczny im. S. Kirowa. Budowę linii łączącej centrum budowanej wówczas kolonii robotniczej z zakładem rozpoczęto na wiosnę 1927. Projekt zakładał budowę sieci tramwajowej liczącej 25 km w tym pierwsze 8 km tras miały zostać oddane do eksploatacji w pierwszym roku budowy. Pierwszą linię tramwajową w Makiejewce otwarto 21 sierpnia 1927, była to jednotorowa pętla wokół centrum miasta. Rozstaw toru wynosił 1524 mm. Do obsługi linii sprowadzono 9 używanych tramwajów z Kijowa. W 1928 wstrzymano kursowanie tramwajów na części pętli z powodu budowy pieców koksowniczych. Tramwaje wówczas kursowały po drugiej części trasy, która była zakończona z obu stron ślepymi torami. Kursowanie tramwajów na całej linii przywrócono około 1930. Początkowo w mieście nie było zajezdni i tramwaje na noc odstawiano na linii, a remonty przeprowadzano w szopie, w której mógł być tylko jeden wagon. Na przełomie lat 20. i 30. XX w. rozpoczęto rozbudowę sieci oraz budowę tymczasowej zajezdni w rejonie obecnej ulicy Szewczenki. W 1933 po sieci kursowało 15 tramwajów. Wkrótce zaprzestano budowy tymczasowej zajezdni i wydzielono teren pod nową w rejonie Parku Północnego. Po wybudowaniu nowej podstacji zasilającej otwarto linię tramwajową z centrum do Parku Północnego, a także otwarto zajezdnię tramwajową mogącą pomieścić 20 wagonów. W latach 30. XX w. przebudowano linię wokół centrum z jednotorowej na dwutorową oraz rozpoczęto budowę linii tramwajowej do Szczegłowki, którą otwarto w 1937. 

#### 1940−1951

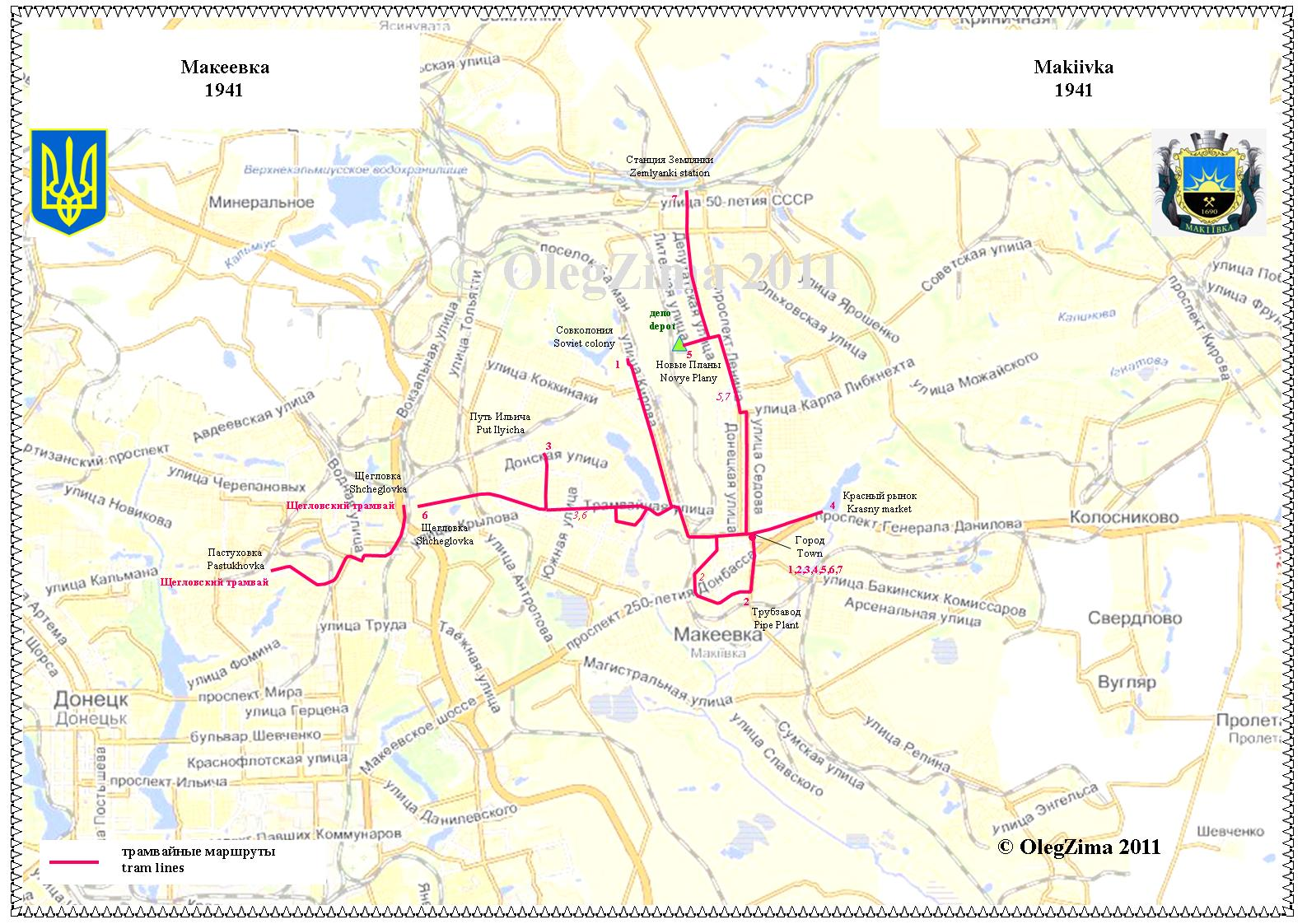
Schemat komunikacji tramwajowej w 1941

Planowano także dalsze przedłużenie tej linii ze Szczegłowki do Doniecka. Budowę tej linii rozpoczęto we wrześniu 1940. Budowę prowadzono jednocześnie od strony Szczegłowki i Doniecka. Budowę przerwała II wojna światowa i linii tej nigdy nie ukończono. Na początku lat 40. XX w. w Makiejewce było 30 km tras tramwajowych do obsługi których posiadano 42 tramwaje w tym 39 tramwajów pasażerskich, z których codziennie kursowało 25. W czasie okupacji Makiejewki przez Niemców wywieziono w głąb Niemiec element infrastruktury oraz taboru. Rozebrano także całą linię Szczegłowka − Makiejewka oraz spaleniu uległa zajezdni tramwajowa. 
Po zakończeniu wojny przystąpiono do reaktywowania kolejnych linii tramwajowych w centrum miasta. Rozpoczęto wówczas także budowę nowej zajezdni tramwajowej w dzielnicy Nowe Płany przeznaczoną na 25 tramwajów. Zajezdnię otwarto w 1949. Także w tym roku rozpoczęto odbudowę linii tramwajowej do Szczegłowki. Pierwszy fragment tej linii o długości 4,6 km do końcówki Socgorodok oddano do eksploatacji 1 maja 1950. 23 grudnia otwarto kolejny, liczący 1,5 km fragment linii w kierunku Szczegłowki. Linia kończyła się wówczas przy kopalni Czajkino. Także w 1950 rozpoczęto eksploatować linię Socgorodok − Put' Ilicza. Budowę tej linii ukończono jeszcze przed wybuchem II wojny światowej jednak wówczas jej nie otwarto. W 1951 linię do Szczegłowki wydłużono do dworca kolejowego w Szczegłowce, która już w tym czasie była częścią Makiejewki. 

#### 1952−1956

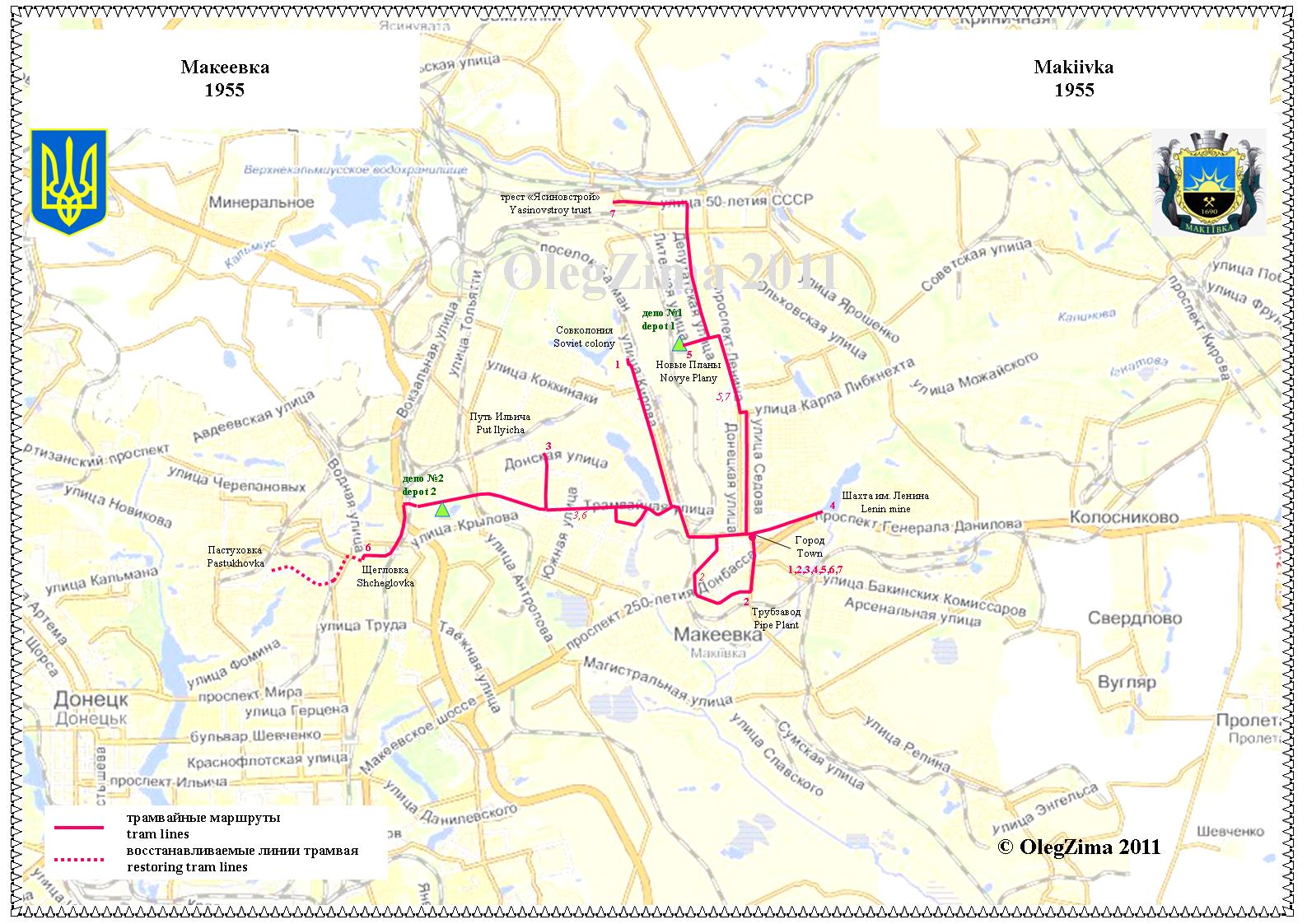
Schemat komunikacji tramwajowej w 1955

W latach 1952−1953 przebudowano z jednotorowej na dwutorową linię łączącą centrum miasta z zajezdnią w Nowych Płanach. W latach 50. XX w. podjęto decyzję o budowie nowej podstacji zasilającej w Szczgłowce, aby zapewnić sprawne funkcjonowanie systemu. Prace przy budowie podstacji się opóźniały, a do miasta przybywały nowe wagony i w 1953 w mieście były już 52 wagony, a na sieci mogło kursować do 37 wagonów. Wówczas mieszkańcy miasta narzekali na tłok w tramwajach w związku z tym Makiejewce przyznano kolejne 24 tramwaje. Z powodu stale rosnącej liczby wagonów podjęto decyzję o budowie nowej zajezdni tramwajowej, która miała znajdować się w Szczegłowce. Pomimo problemów  z zasilaniem sieć tramwajową nieustannie rozbudowywano. 10 kwietnia 1954 oddano do eksploatacji 8,3 km trasę z centrum do zakładu Jasinowski Zakład Koksochemiczny po której kursowała linia nr 7. W ciągu pierwszego miesiąca funkcjonowania linii przewieziono nią prawie pół miliona pasażerów. W 1956 oddano do eksploatacji ostatni fragment linii do Szczegłowki od stacji kolejowej Szczegłowka do kopalni 1−1bis. Nowy fragment sieci obsługiwała linia nr 6, która kursowała do tej pory do dworca kolejowego w Szczegłowce. Linię do Szczegłowki z powodu braku funduszy operatora systemu odbudowywała firma Stalinugol i do zakończenia budowy linii do 1956 właścicielem linii było Ministerstwo Przemysłu Węglowego. Z powodu problemów z zasilaniem na miasto zamiast 49 wagonów wyjeżdżały jedynie 37 i zrealizowano w 1956 jedynie 79% kursów. W 1956 w mieście istniało 7 linii tramwajowych:
- 1: Makiejewka (centrum) − Uczkombinat
- 2: Makiejewka (centrum) − Makiejewka (centrum) (linia okólna, kursująca po pętli w centrum miasta)
- 3: Makiejewka (centrum) − Put' Ilicza
- 4: Makiejewka (centrum) − Bazar
- 5: Makiejewka (centrum) − Nowe Płany
- 6: Makiejewka (centrum) − Kopalnia 1−1bis
- 7: Makiejewka (centrum) − Jasinowski Zakład Koksochemiczny

#### 1957−1969
W 1959 planowano budowę 75,6 km nowych linii tramwajowych, z których tylko niewielką część zrealizowano. Stale rosła liczba przewożonych pasażerów. W 1959 codziennie tramwajami przewożono 77 tys. pasażerów. 14 czerwca tego roku przewieziono rekordową liczbę pasażerów − 103 212. W całym 1959 przewieziono łącznie 26 141 000 pasażerów. Długość linii tramwajowych wynosiła 45 km, a do obsługi sieci dysponowano 96 tramwajami w tym 50 wagonami silnikowymi. W taborze dominowały tramwaje przedwojenne oraz KTM/KTP-1. W końcu lat 50. XX całkowicie zrezygnowano z budowy linii ze Szczegłowki do Doniecka. W 1964 uruchomiono nową linię tramwajową nr 8 o długości 13 km. Linia ta połączyła Jasinowski Zakład Koksochemiczny z dzielnicą Sowkolonia. W 1963 po liniach o długości 51 km kursowało 114 wagonów, które przewiozły 40 137 000 pasażerów. W 1965 rozpoczęto budowę pętli torowej przy stacji kolejowej Ziemljanki (Makiejewka Pasażerska). Także w tym roku do miasta trafiły pierwsze tramwaje KTM/KTP-2. W 1966 rozpoczęto budowę ostatniej nowej trasy tramwajowej w Makiejewce łączącej centrum miasta z dzielnicą Wostocznyj. Dodatkowo w tym roku wprowadzono obsługę bezkonduktorską w tramwajach na linii nr 2 i częściowo także na linii nr 1. Od tej pory na tych liniach bilety kupowało się w automatach. Jednym z powodów wprowadzenia takiej formy sprzedaży biletów spowodowany był oszustwami konduktorów. W 1967 w ramach reorganizacji sieci zlikwidowano linię nr 4, a w zamian za nią do nowej pętli Bazar przedłużono inne linie. Rok później w 1968 linię nr 4 ponownie uruchomiono ale na zupełnie innej trasie z centrum do dzielnicy Wostocznyj. W 1969 rozpoczęto budowę przedłużenia trasy tramwajowej z Wostocznyj do Pałacu Kultury Kopalni Nowo-Butkowa. Pod koniec lat 60. XX w. planowano budowę zajezdni w dzielnicy Nowo-Kalinowo na 100 wagonów. Jednak zajezdni tej nigdy nie wybudowano, a tramwaje stacjonowały w dwóch zajezdniach: Nowe Płany i Szczegłowka. Pod koniec 1969 zlikwidowano linię tramwajową nr 2 i trasę po której ona kursowała, którą zastąpiono linią trolejbusową.

#### 1970−1989

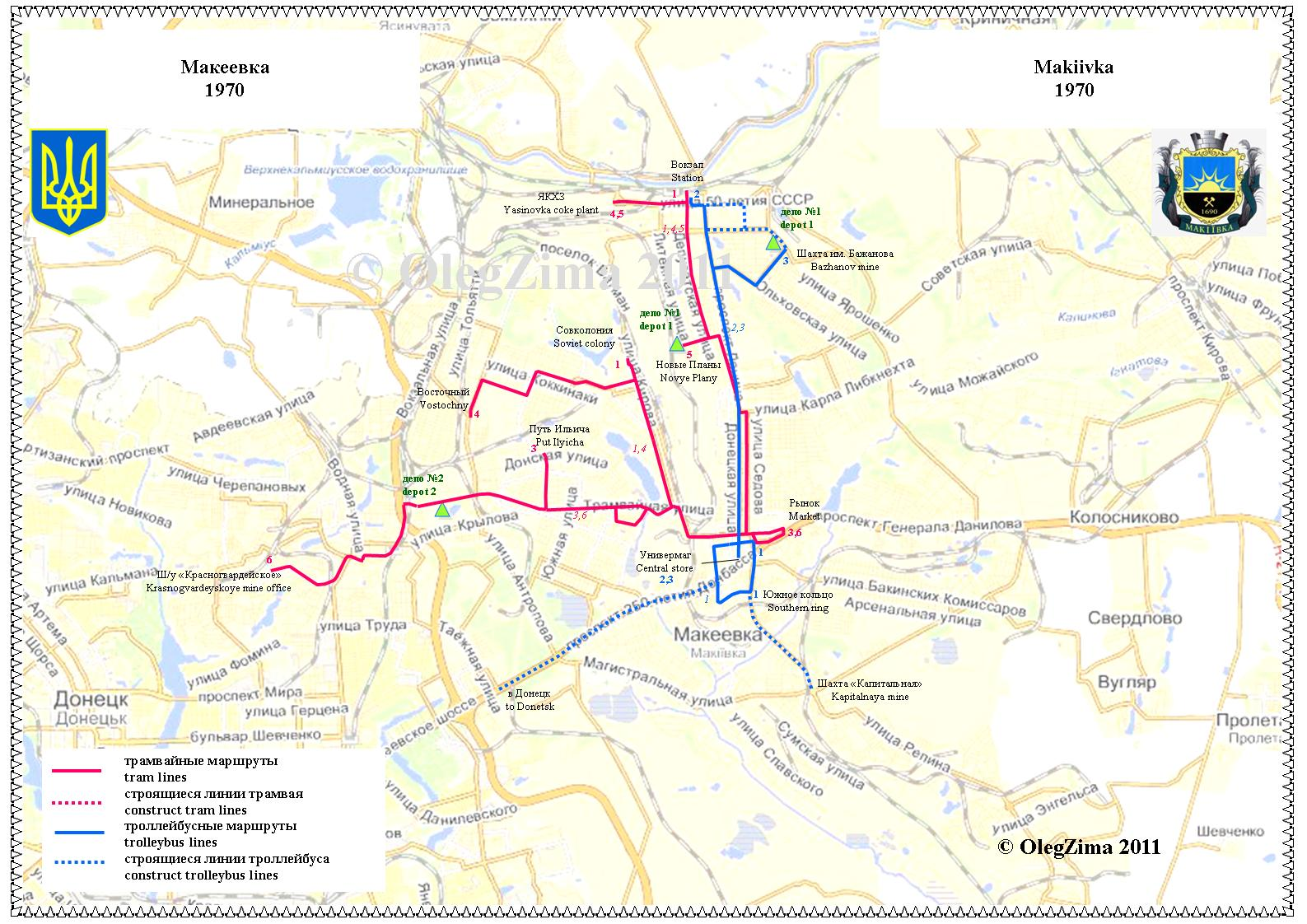
Schemat komunikacji miejskiej w 1970

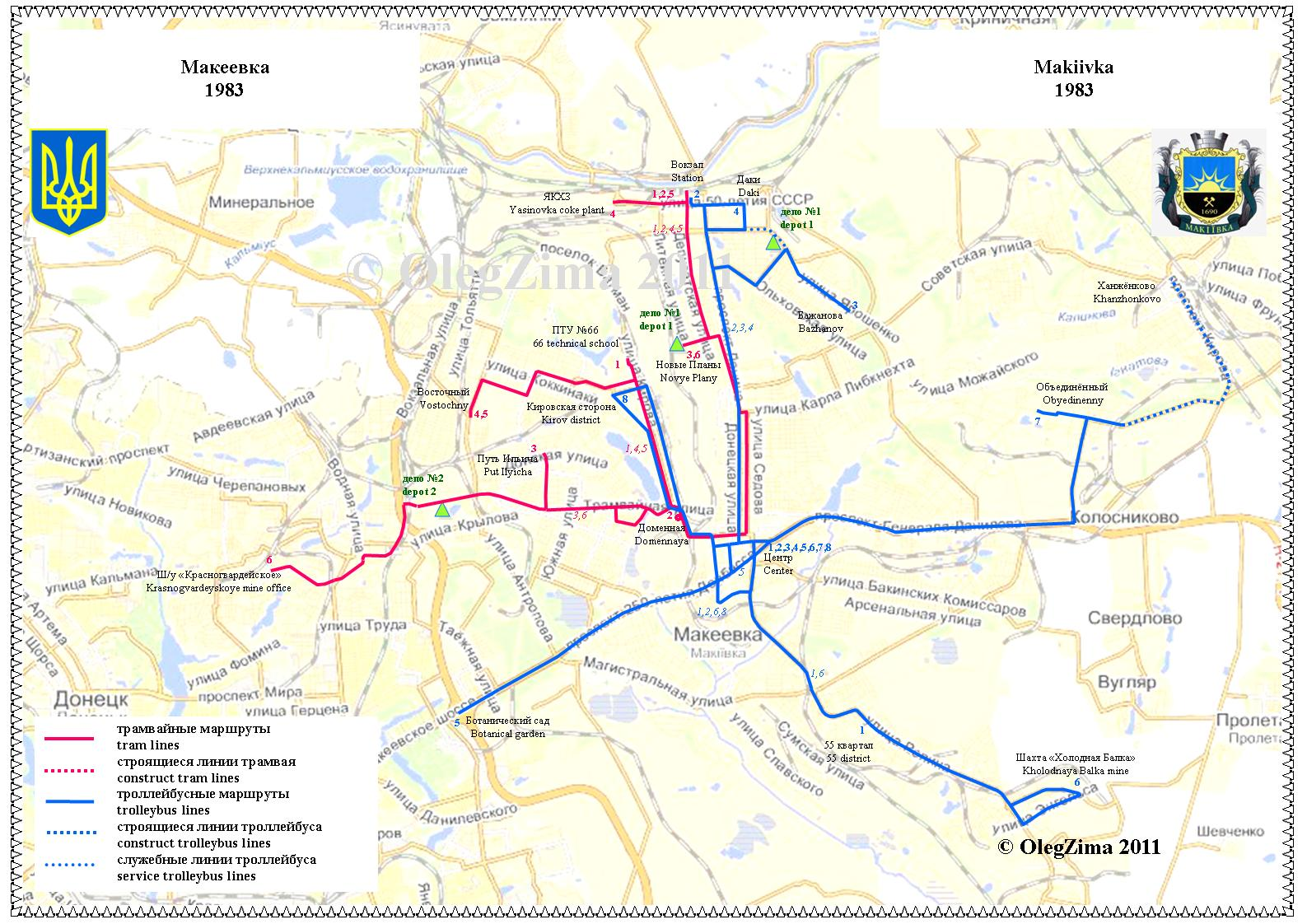
Schemat komunikacji miejskiej w 1983

W 1970 tramwaje przewiozły 33 mln pasażerów. Wówczas tramwaje kursowały po trasach o długości 58,6 km. W 1975 do miasta trafiły pierwsze tramwaje typu KTM-5. W związku z dostawami nowego taboru i brakiem szans na budowę nowej zajezdni rozpoczęto modernizację dwóch istniejących zajezdni. Zajezdnia nr 1 w Nowych Płanach po przebudowie mogła pomieścić 60 tramwajów, a zajezdnia nr 2 w Szczegłowce 40 tramwajów. Do 1983 wycofano wszystkie starsze tramwaje i eksploatowano wyłącznie wagony typu KTM-5. 1 kwietnia 1987 wprowadzono jednolitą stawkę opłat za przejazd tramwajami, trolejbusami i autobusami. Bilet kosztował wówczas 5 kopiejek. W latach 80. XX w. rola komunikacji tramwajowej spadała na rzecz komunikacji trolejbusowej i autobusowej. Wówczas to opracowano projekt budowy linii szybkiego tramwaju ze wschodu na zachód od dzielnicy Hanżenkowo do Szczegłowki. Linii tej jednak nigdy nie wybudowano. 

#### 1990−2000

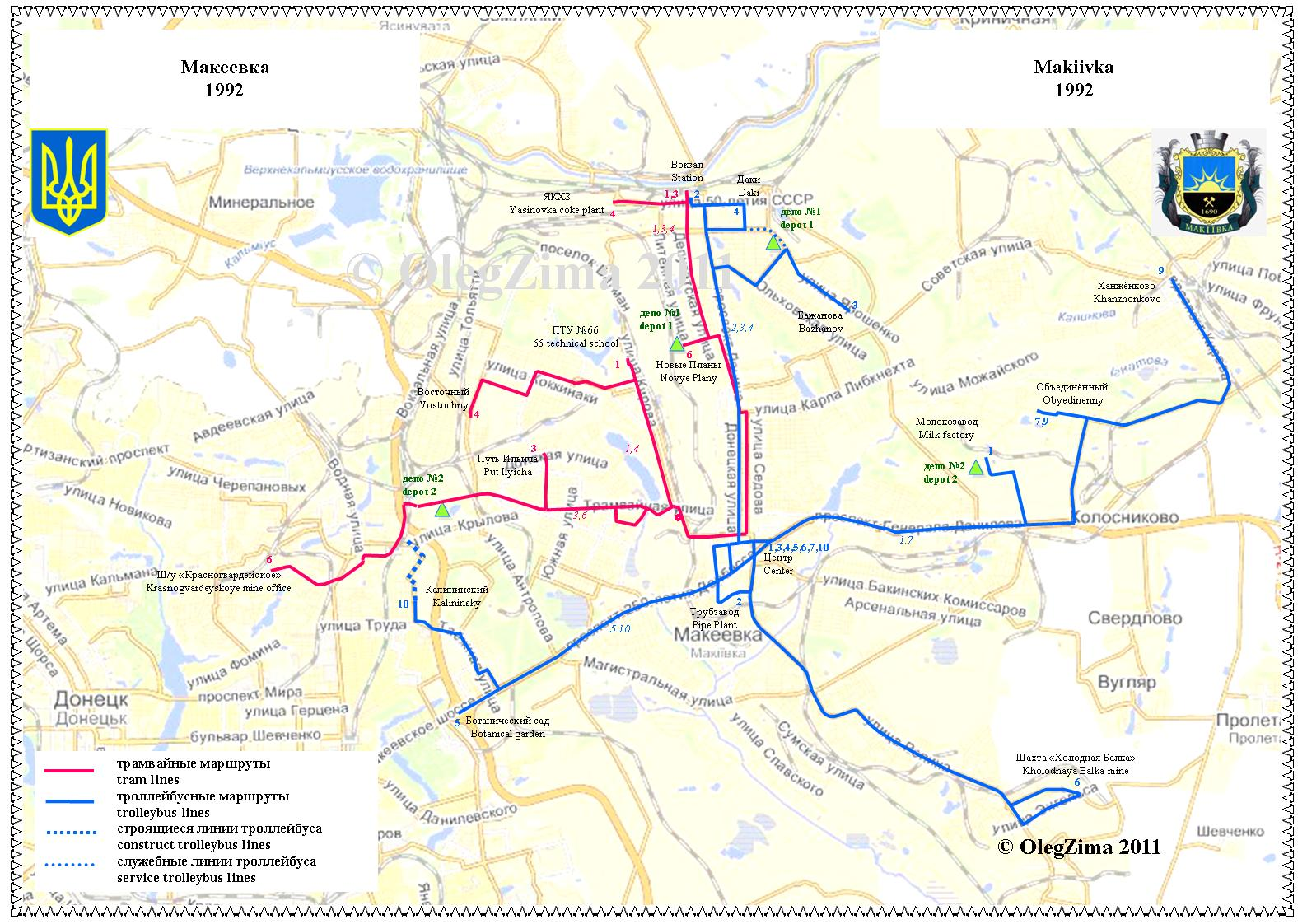
Schemat komunikacji miejskiej w 1992

W latach 90. XX w. w wyniku wysokiej inflacji bardzo szybko rosły ceny biletów i w połowie lat 90. XX w. cena biletu wynosiła kilkadziesiąt tysięcy rubli. W 1991 po raz ostatni do Makiejewki dotarły fabrycznie nowe tramwaje, było to 6 wagonów KTM-5. Wówczas w dwóch zajezdniach znajdowały się 102 wagony pasażerskie oraz kilkanaście wagonów technicznych w tym cztery pługi odśnieżne. Na początku lat 90. XX w. przeprowadzano jeszcze bieżące naprawy tramwajów i utrzymywano w przejezdności trasy tramwajowe w zimie. W kolejnych latach sytuacja znacznie się pogorszyła, kasowano tramwaje, których wiek przekroczył 15 lat oraz do 1998 rozłączono wszystkie 6 składów dwu wagonowych. W 1999 planowano likwidację linii nr 6, a później także linii nr 3 i w związku z tym zajezdni nr 2. Powodem chęci likwidacji linii były ponoszone przez przedsiębiorstwo duże straty z tytułu honorowania przejazdów ulgowych. Na linii nr 6 85% pasażerów stanowiły osoby korzystające z ulg. W tym czasie nieustannie spadała liczba przewożonych pasażerów. W 1993 tramwaje przewiozły 14 mln pasażerów dla porównania w 1987 przewiozły one 32,5 mln pasażerów. Pomimo problemów finansowych w 1998 rozpoczęto budowę nowej pętli tramwajowej na ulicy Pliechanowa. Projekt tej pętli opracowano w 1986. Powodem budowy nowej pętli był fatalny stan techniczny pętli Domiennaja, która dodatkowo znajdowała się za daleko centrum. W 1999 w Makiejewce było 57 wagonów z czego na linię mogły wyjeżdżać jedynie 22 wagony. Powodem takiej sytuacji był brak pieniędzy na remonty i części zamienne. Tak mała liczba wagonów spowodowała zmniejszenie częstotliwości kursowania tramwajów. 
Stan linii w 1998:
- 1: PTU nr 66 (Ukczkombinat) − Dworzec kolejowy
- 3: Put' Ilicza − Nowe Płany
- 4: Wostocznyj − Jasinowski Zakład Koksochemiczny
- 6: Szachtouprawlienie "Krasnogwardiejskoje" − Nowe Płany

#### 2001−2005
Nową pętlę tramwajową w ulicy Pliechanowa oddano do eksploatacji we wrześniu 2001. Nowa pętla miała także służyć do skrócenia niektórych linii tramwajowych. Większe odstępy w kursowaniu tramwajów przyczyniły się także do kradzieży infrastruktury, która padała łupem złomiarzy. Z tego powodu 4 lipca 2000 wstrzymano kursowanie linii nr 3 do pętli Put' Ilicza po kradzieży 250 m sieci trakcyjnej. Wkrótce zaczęło dochodzić do kolejnych kradzieży. Z tego powodu pracownicy przedsiębiorstwa komunikacyjnego rozebrali resztę trasy. W nocy z 30 na 31 lipca 2000 złomiarze ukradli sieć trakcyjną z trasy pomiędzy centrum a dworcem kolejowym. Wówczas na jakiś czas linie nr 1 i 4 skrócono do zajezdni nr 1. W październiku tego samego roku złomiarze ukradli także sieć trakcyjną  w Szczegłowce w okolicy pętli Szachtouprawlienie "Krasnogwardiejskoje". Wówczas linię nr 6 skrócono do pętli Malinowskowo i nigdy już jej nie wydłużono z powrotem do pętli Szachtouprawlienie "Krasnogwardiejskoje". Problemem tramwajów było również to że były one własnością obwodową, a nie komunalną i każdego roku przedsiębiorstwo  otrzymywało dotację, jednak tak się nie stało w 1997 i wówczas dług przedsiębiorstwa wynosił 1 113 000 hrywien, a do 2000 dług zwiększył się trzykrotnie. Wobec zaistniałej sytuacji oszczędzano wszędzie gdzie się dało, również na pensjach dla pracowników. Zaległości w wypłatach osiągnęły dwóch lat w 2000. Aby się utrzymać konduktorzy od pasażerów zamiast pobierać opłaty w wysokości 30 kopiejek i wydawać bilet pobierali 25 kopiejek i nie wydawali biletu. W 2000 z powodu braku pracowników na miasto wyjeżdżało jedynie 15 tramwajów. Wobec zaistniałej sytuacji liczono, że jedyną szansą dla przedsiębiorstwa będzie jego komunalizacja, co nastąpiło 14 maja 2001. Powołano wówczas "Komunalne Przedsiębiorstwo Gorawtoelektrotrans". Przedsiębiorstwo istniało przez rok po czym aby pozbyć się narastającego długu utworzono nowe przedsiębiorstwo o nazwie "KP Makelektrotrans". Na przełomie 2001 i 2002 po raz pierwszy w historii wstrzymano ruch tramwajów zimą z powodu niemożności utrzymania ruchu. Po uzupełnieniu po kradzieżach infrastruktury ruch wznowiono 23 stycznia 2002. Wkrótce złodzieje ukradli sieć trakcyjną na trasie linii nr 4, a kilka dni później skradziono sieć także sprzed zajezdni nr 1 co wstrzymało ruch tramwajów w mieście. Aby zapobiec kradzieżom zakupiono 4 używane tramwaje typu KTM-5 z Krzywego Rogu. 3 lipca 2002 na linie wyjechały trzy z nich. Wszystkie wagony, którym w Makiejewce nadano nr od 244 do 247 przed wprowadzeniem do ruchu przeszły remont w Doniecku. W październiku ponownie skradziono sieć trakcyjną na długości 840 m. W kwietniu 2004 uzupełniono torowisko na trasie od dworca do kombinatu Koksochemicznego i wydłużono do tej pętli linię nr 1 w zamian za linię nr 4, która kursowała tam przed kradzieżą sieci. Do drugiej końcówki linii nr 4 Wostocznyj kursowania tramwajów nie przywrócono. 24 września 2005 podjęto ostateczną decyzję o likwidacji tej trasy.

#### Po 2006
Zimą 2005/2006 tramwaje ponownie nie kursowały. Kursowanie tramwajów wznowiono 25 marca na linii nr 1. Na linii kursował tylko jeden wagon o nr 243. Na linii nr 6 kursowanie tramwajów wznowiono w kwietniu. W wyniku bardzo złego stanu infrastruktury zostały przeprowadzone kontrole najpierw 30 maja 2006 przez Państwowa Sanitarno-Epidemiologiczna Służba Ukrainy, a później przez Główna Państwowa Techniczna Inspekcja Miejskiego Elektrycznego Transportu. W wyniku pierwszej kontroli Państwowa Sanitarno-Epidemiologiczna Służba Ukrainy podjęła decyzję o likwidacji komunikacji tramwajowej w Makiejewce z dniem 3 lipca 2006. Jednak ostatni tramwaj zjechał do zajezdni 30 czerwca 2006. Spowodowane było to tym że tramwaje od jakiegoś czasu nie kursowały w dni wolne. Według raportu Głównej Państwowej Technicznej Inspekcji Miejskiego Elektrycznego Transportu z ogólnej długości tras wynoszących 44,3 km do eksploatacji nie nadaje się 36,8 km, a z sieci trakcyjnej o długości 44,2 km nie nadaje się do eksploatacji 39,8 km. Według wykonanego kosztorysu na remont sieci potrzebne by było 47 mln hrywien. 

## Zajezdnie
- Zajezdnia w okolicach Parku Północnego dla 20 wagonów − otwarta w latach 30. XX w., zlikwidowana w latach 40. XX w.
- Zajezdnia nr 1 Nowe Płany dla 25 wagonów, później rozbudowana do pojemności 60 wagonów − otwarta w 1949, zlikwidowana w 2006
- Zajezdnia nr 2 Szczegłowka po modernizacji mogła pomieścić do 40 wagonów − otwarta w latach 50. XX w., zlikwidowana w 2002

## Tabor
Stan taboru tramwajowego w Makiejewce w latach 2004−2006:
| Numer wagonu | Typ wagonu | Data kasacji |
| ------------ | ---------- | ------------ |
| 190          | KTM-5      | 2005         |
| 195          | KTM-5      | 2005         |
| 208          | KTM-5      | 2004         |
| 234          | KTM-5A     | 2006         |
| 243          | KTM-5A     | 2006         |
| 244          | KTM-5      | 2006         |
| 245          | KTM-5      | 2006         |
| 246          | KTM-5      | 2006         |
| 247          | KTM-5A     | 2006         |
| СН-9         | KTM-5      | 2006         |